# Patricij (ime)
Patricij je moško osebno ime.

## Izvor imena
Ime Patricij je latinskega izvora. Izvira iz imena Patricius. Ime Patricius pa izhaja iz latinske besede patricius »patricijski, plemenit, patricij, rimski plemič po rodu, to je plemič po očetovem rodu«.

## Različice imena
- ženske oblike imena: Patricia, Patriša, Patrišia
- moške oblike imena: Patricij, Patrick, Patrik

## Tujejezikovne oblike imena
- pri Angležih: Patrick (m), Patricia (ž), skrajšano Pat
- pri Francozih: Patrice (m,ž)
- pri Ircih: Padrig, staroirsko Patricc
- pri Italijanih: Patrizio
- pri Nemcih: Patrick, Patricius, Patrizius
- pri Poljakih: Patryk, Patrycy
- pri Rusih: Patrikij
- pri Špancih: Patricio

## Pogostost imena
Po podatkih Statističnega urada Republike Slovenije je bilo na dan 31. decembra 2007 v Sloveniji število moških oseb z imenom Patricij: 17. Med vsemi moškimi imeni pa je to ime po pogostosti uporabe uvrščeno na 1.495. mesto.

## Osebni praznik
V koledarju je Patricij oz. Patrik skupaj s Patricijo; god praznuje 17. marca, na dan ko je leta 461 na Severnem Irskem umrl sv. Patrik.
25. avgusta leta 670 pa je umrla devica Patricija Carigrajska.